# 上张遗址
上张遗址，位于山西省临汾市洪洞县淹底乡上张村北部，是中华人民共和国山西省文物保护单位之一。
2004年6月10日，授予山西省文物保护单位，是一座古遗址。